# Anolis microlepis
Anolis microlepis es una especie de iguanios de la familia Dactyloidae.

## Distribución geográfica
Es endémica de Chiapas (México).